# Parménion
Pour l'évêque de Carthage, voir Parménien.
Parménion (en grec ancien Παρμενίων / Parmeniôn), né vers 400 av. J.-C., mort en 330 av. J.-C., est l'un des principaux généraux de Philippe II et d'Alexandre le Grand qui le fait exécuter à la suite de la conjuration de son fils Philotas.

## Carrière sous Philippe II
Père de Philotas, Parménion fait partie de la noblesse macédonienne et des officiers de confiance de Philippe II, qui le considère comme son meilleur général. Parménion a trois fils et une fille. Cette dernière épouse Coénos qui est promu commandant d’un bataillon de la phalange. Son fils ainé, Philotas, reçoit le titre prestigieux d'hipparque de la cavalerie des Compagnons. Nicanor commande un temps les hypaspistes, tandis que son fils cadet, Hector, meurt à la bataille de Gaugamèles. Parménion a pour frère Asandros, satrape de Lydie pendant un temps.
En 356 av. J.-C., date à laquelle il est fait mention de lui pour la première fois, il dirige victorieusement la répression contre la révolte des Illyriens, menée par leur roi Grabos, alliés à certains Grecs (Phocidiens, Thraces, Péoniens, Athéniens, etc.). Durant cette campagne, il occupe Pydna, Potidée et soumet la Thessalie. Au cours de l'hiver 347-346, il dirige le siège contre Halos en Thessalie, la cité s'étant révoltée contre Pharsale, alliée des Macédoniens. En 342, il soumet plusieurs cités d'Eubée en établissant des régimes tyranniques dévoués à la Macédoine. Il se heurte toutefois au tyran de Chalcis qui organise la résistance avec le soutien d'Athènes. En plus de ses fonctions militaires, il participe aux pourparlers de paix avec Athènes en compagnie d'Antipater, menant à la Paix de Philocrate en 346.
Après la victoire de Chéronée en 338, Philippe prend le titre d’hégémon de la ligue de Corinthe et met en place son projet de guerre contre l'Empire perse. Il fait appel au début de l’année 336 à ses deux généraux de confiance, Parménion et Attale, pour diriger le corps expéditionnaire en Asie Mineure, en profitant de l'affaiblissement de l'empire perse à la suite de la mort d'Artaxerxès III. À la tête de 10 000 hommes et aidé par les cités alliées d'Éphèse et Cyzique, Parménion remporte plusieurs victoires, comme à Magnésie du Méandre. Il s’empare de Grynéion près de Pergame pour ensuite se diriger vers Pitané où Memnon de Rhodes, alors à Cyzique pour réprimer la cité, revient pour en assurer la défense. Mais le siège de Pitané échoue, malgré l’arrivée de renforts. Il doit se replier en Troade, au cap Rhoiteion et à Abydos. Cette première campagne en Asie n'est pas couronnée de succès, et rares sont les cités grecques qui se déclarent en faveur des Macédoniens. L'assassinat de Philippe ne change rien aux plans d'invasion. Parménion fait allégeance à Alexandre après que celui-ci eut fait exécuter son cousin, et possible héritier du trône Amyntas. Alexandre rejoint le corps d'armée de Parménion à Abydos en mai 334.

## Parménion et la conquête de l'Orient

### À la bataille de Granique
Parménion joue un rôle majeur dans les trois grandes batailles menées contre les Perses : il commande l'aile gauche tandis qu'Alexandre commande l'aile droite.
Durant la bataille du Granique, en mai 334 av. J.-C., Parménion commande l'aile gauche formée de 12 000 phalangites macédoniens, de 7 000 alliés et de 5 000 mercenaires. Depuis l'aile droite, Alexandre lance une attaque sur la cavalerie perse bordant la berge du Granique avec l'escadron des Compagnons. L'attaque est repoussée, mais quand les Perses poursuivent dans le lit du fleuve, Alexandre conduit ses cavaliers à l'assaut de leurs rangs désordonnés. Après un court combat, la cavalerie Perse se débande, laissant anéantir les mercenaires grecs stationnés dans la plaine au-delà de la rivière. À partir de l'automne 334, Alexandre décide de diviser son armée : une partie rentre hiverner en Macédoine tandis que l’autre se dirige vers Sardes puis la Phrygie. Ces troupes sont menées par Parménion qui prend Daskyleion, capitale de la Phrygie hellespontique, puis marche vers la vallée du Méandre. Il fait sa jonction à Gordion avec Alexandre qui vient de soumettre la Lycie et la Pamphylie.

### À la bataille d’Issos
À la  bataille d'Issos, livrée en novembre 333 av. J.-C., Parménion commande les phalanges, les lanciers thraces et la cavalerie thessalienne sur le flanc gauche du dispositif macédonien. Au début du combat, la cavalerie perse oblige les phalanges de Parménion à reculer de l’autre côté du fleuve. Mais Alexandre met en œuvre la manœuvre planifiée : avec ses cavaliers, il ouvre une brèche dans les rangs adverses et se rabat vers le centre du champ de bataille. L’assaut déborde Darius III et son escorte. Paniqué, le Grand roi prend la fuite. Après cette victoire, Alexandre décide de se diriger le long du littoral phénicien. Il demande néanmoins à Parménion d’aller à Damas, où Darius a entreposé son trésor.

### Au siège de Tyr
La cité de Tyr refuse de se soumettre aux Macédoniens car elle s'estime assez puissante pour lui résister. Mais après un siège acharné, les Tyriens sont vaincus. À la suite de ce siège, Darius III envoie des messagers pour une négociation de paix. Le Grand roi propose d'abord une partie importante de l'Asie Mineure, puis il se résout à offrir la main de sa fille et tous les territoires situés à l’ouest de l'Euphrate. Mais Alexandre refuse ces propositions malgré l'avis contraire de Parménion. En effet, selon Diodore de Sicile[réf. nécessaire], il aurait objecté au souverain : « J'accepterais, si j’étais Alexandre ». Alexandre lui aurait répondu : « Moi aussi, j’accepterais si j'étais Parménion ».

### À la bataille de Gaugamèles
La bataille de Gaugamèles (octobre 331 av. J.-C.) commence par une attaque des Perses sur les deux flancs des Macédoniens. Sur le flanc droit, les bataillons perses mettent en difficulté les troupes de Parménion qui résistent à grand peine. Sur le côté opposé, la puissante cavalerie de Bactriane commandée par Bessos tente une manœuvre d’encerclement du flanc droit des Macédoniens. L'assaut provoque une brèche au centre du dispositif perse. Alexandre, à la tête de sa cavalerie, charge l'escorte de Darius III qui s'enfuit sur son char. Alexandre veut s'élancer à sa poursuite, mais il en est empêché car il doit prêter main-forte aux troupes de Parménion toujours en grande difficulté. L'intervention opportune d’Alexandre renverse la situation. L’annonce de la fuite de Darius provoque la déroute de l’armée perse. Les rivaux de Parménion au sein de l'armée, dont Cratère, insinuent que c'est à cause de Parménion, qui n'a pas su repousser l'ennemi, qu'Alexandre n'a pas pu capturer le Grand roi. Pourtant, le récit livré par Arrien montre une autre réalité : Parménion a manœuvré et galvanisé ses troupes du mieux possible alors même que deux de ses fils ont trouvé la mort au combat.
Durant l'été 330, Alexandre apprend que Darius a quitté Ecbatane avec les troupes qui lui sont restées fidèles. Mais à partir de ce moment-là, deux versions coexistent [réf. nécessaire] : la première dit qu’Alexandre aurait demandé à Parménion de rejoindre Ecbatane pour y entreposer les trésors en provenance de Persépolis. Il aurait rejoint par la suite Alexandre à la poursuite de Darius jusqu’en Médie. L'autre dit qu’Alexandre, à la tête de l'ensemble de son armée, s'est rendu à Ecbatane et qu'il aurait ensuite divisé ses troupes en plusieurs groupes. Celles sous les ordres de Parménion auraient repris leur marche vers l'Hyrcanie tandis qu'Alexandre se lançait vers l’est à la poursuite de Darius. Par la suite, Parménion reçoit le commandement de la satrapie de Médie ; mais cette désignation s'apparente à une forme de disgrâce.

## Relations avec Alexandre

### Évincement d'Attale
En 336 av. J.-C., Parménion a permis à Alexandre de se débarrasser d'Attale, l'oncle de la septième et dernière épouse de Philippe II, qui appuie les prétentions royales d'Amyntas IV. Alexandre fait en sorte de récompenser Parménion et une partie de son entourage familial. De nombreux parents de Parménion sont en effet désignés à des postes clés dans l'armée macédonienne. Nicanor, son plus jeune fils, commande une troupe d'infanterie ; son gendre Coénos est placé à la tête d'un bataillon (taxis) de la phalange, et un autre parent, nommé lui aussi Nicanor, prend la tête de la flotte des alliés grecs ; son frère Asandros reçoit en 334 la satrapie de Lydie. La nomination la plus significative est celle conférée à son fils aîné, Philotas, à savoir hipparque de la cavalerie des Compagnons.

### Assassinat de Parménion
Parménion apparaît être un général de la « vieille école ». Plusieurs fois ses conseils de prudence ne sont pas écoutés par le jeune roi. C'est par exemple le cas avant le passage de l'Hellespont, lorsque Parménion et Antipater lui conseillent de se marier et d'engendrer un héritier avant de se lancer dans la conquête de l'Asie. Ces divergences de vue ne sont pas au départ source de litige entre les deux hommes. Leurs relations deviennent au fil du temps houleuses du fait de leurs divergences de vue à propos de la poursuite de la conquête de l'Asie et de l'adoption des coutumes perses.
En 330, alors qu'Alexandre se trouve en Drangiane, Philotas, le fils de Parménion et commandant de la cavalerie des Compagnons, est exécuté par lapidation, prétendument pour ne pas avoir dénoncé un complot intenté contre la vie du roi. Il semblerait que cette exécution soit une manœuvre politique destinée à se débarrasser de Philotas, personnalité puissante et ambitieuse. Par ailleurs, il s'agit pour Alexandre d'atteindre Parménion, car celui-ci exprime des reproches de plus en plus vifs. Il condamne en effet le refus par Alexandre du traité de paix avec Darius III après le siège de Tyr. Il s'oppose aussi au fait qu'Alexandre abandonne des régions sans les avoir totalement soumises.
Grâce à son poste, son expérience et sa parenté haut placée dans l'armée, Parménion est un général respecté. Alexandre commence à en prendre ombrage et, lorsque Philotas est exécuté, il saisit l'occasion pour éliminer le dernier rempart l'empêchant d'accéder à la pleine puissance, légitimé par la coutume macédonienne qui veut que la répression soit étendue à la famille en cas de complot contre le roi. Après l'exécution de Philotas à l'automne 330, Alexandre envoie aussitôt des émissaires (dont Polydamas) pour la capitale de la Médie, dont Parménion est le gouverneur, avant qu'il n'apprenne la mort de son fils. Cléandre, le commandant en second d'Ecbatane, est missionné pour assassiner le « vieux » général. L'historien Albert Brian Bosworth écrit[réf. nécessaire] : « Précis et sans pitié, le coup fut efficace, et Parménion fut ainsi récompensé de toute une vie au service du trône de Macédoine. Ses désaccords d’ordre politique étaient devenus trop forts pour être tolérés par un Alexandre de plus en plus autocratique, qui l’élimina à la première occasion ».

### Sources antiques
- Arrien, Anabase [lire en ligne].
- Diodore de Sicile, Bibliothèque historique [détail des éditions] [lire en ligne], XVII.
- Justin, Abrégé des Histoires philippiques de Trogue Pompée [détail des éditions] [lire en ligne].
- Plutarque, Vies parallèles [détail des éditions] [lire en ligne], Alexandre.
- Quinte-Curce, L'Histoire d'Alexandre le Grand [lire en ligne].